# Park Narodowy Los Glaciares
Park Narodowy Los Glaciares (hiszp. Parque Nacional Los Glaciares, dosł. „Park Narodowy Lodowców”) – park narodowy w argentyńskiej części Patagonii (prowincja Santa Cruz), założony w 1945 roku i w 1981 roku wpisany na listę światowego dziedzictwa UNESCO.

## Nazwa
Nazwa parku Los Glaciares pochodzi od licznych lodowców (hiszp. glaciar) znajdujących się na jego terenie.

## Historia
Park Narodowy Los Glaciares został efektywnie utworzony w 1945 roku na mocy dekretu Nr 9504, w którym ogłoszono istniejące na tym terenie od 1937 roku rezerwaty przyrody parkami narodowymi. Zostało to później potwierdzone ustawowo (ustawa Nr. 13895).
W 1981 roku park został wpisany na listę światowego dziedzictwa UNESCO.

## Opis
Park obejmuje ochroną obszar o powierzchni 726 927 hektarów (7269,27 km²) w południowo-zachodniej części prowincji Santa Cruz przy granicy z Chile. Celem parku jest ochrona krajobrazu lodowców Andów Patagońskich, z których wiele zasilanych jest przez Lądolód Patagoński Południowy.
Park sąsiaduje z dwoma chilijskimi parkami narodowymi: Torres del Paine i Bernardo O’Higgins.

## Geografia
W obrębie parku znajdują się m.in. lodowce Perito Moreno i Upsala, jeziora polodowcowe (np. Argentino i Viedma) i szczyty powyżej 3 tys. m n.p.m., np. Fitz Roy (3375 m n.p.m.) i Cerro Torre (3133 m n.p.m.).

### Klimat
Park leży w strefie klimatu umiarkowanego zimnego. Latem średnia temperatura wynosi 13,4 °C, a zimą 0,6 °C, w wyższych partiach gór średnia temperatura roczna to ok. –3 °C. Średnie opady roczne wynoszą 500 mm na wschodzie i 900 mm na zachodzie – zimą obfite opady śniegu.

### Flora i fauna
Wschodnią część parku porastają lasy i stepy. Występują tu m.in. takie gatunki jak Festuca gracillima czy Mulinum spinosum. W górskich lasach na zachodzie rosną m.in. Nothofagus pumilio i bukan chilijski.
Park zamieszkują m.in. huemale chilijskie, pumy i nibylisy andyjskie. Z ptaków można spotkać m.in. kondora wielkiego, aguję wielką, dzięcioła kreskowanego i magelańczyka żółtoskrzydłego.